# Dysosmie
Dysosmie is de medische verzamelnaam voor afwijkingen of defecten aan de reukzin.
Dysosmie komt van het Griekse “δυσ-, /dhys-/” (slecht, moeilijk) en “οσμή, /osmè/” (= geur, reuk), het basiswoord voor veel medische definities gerelateerd aan ruiken.
Reukstoornissen komen tamelijk vaak voor, geschat wordt dat in Nederland 150.000 tot 300.000 mensen lijden aan deze zintuiglijke stoornis.
Reukstoornissen hebben grote gevolgen. Als het reukvermogen niet meer in staat is ons te helpen bij het bespeuren van gevaren, zoals brand, bedorven voedsel, een openstaande gaspit kan dat tot gevaarlijke situaties leiden voor het individu en zijn/haar omgeving. Verder heeft een reukstoornis al snel grote gevolgen voor het sociale leven: het geeft onzekerheid over hoe het lichaam en de kleding ruikt en er kan minder (of niet) genoten worden van voedsel wat uit eten gaan of koken voor anderen een stuk minder aangenaam maakt. En natuurlijk heeft een reukstoornis ook psychische gevolgen. Reukprikkels worden direct naar het limbisch systeem gestuurd, kunnen daardoor herinneringen oproepen met gebeurtenissen of personen van vroeger, sommige geuren zijn zelfs in staat de hypothalamus en de hypofyse te activeren, allerlei functies (zoals eetlust, lichaamstemperatuur en seksueel gevoel) worden zo gestimuleerd.

## Vormen van reukstoornissen
Er bestaan meerdere vormen van reukstoornissen, te weten: 
(in alfabetische volgorde)
- Anosmie: een totaal verlies van het reukvermogen.
- Hyposmie: een gedeeltelijk verlies van het reukvermogen.
- Parosmie: een vervorming van het reukvermogen. Het ruiken van een bepaalde geur terwijl men het idee heeft iets ander te ruiken. Vaak ruikt men een onplezierige reuk. Een vorm hiervan is kakosmie (men ruikt de lucht van uitwerpselen).
- Fantosmie: men ruikt iets terwijl er niets te ruiken is. (fantoomgeuren)
- Presbyosmie: afname van het reukvermogen veroorzaakt door ouderdom.

Vermindering van smaak treedt niet altijd op als een van de symptomen bij of vormen van dysosmie.

## Oorzaken
Reukstoornissen kunnen worden veroorzaakt door mechanische en/of sensorisch neurale problemen.
Mechanische problemen: obstructie van de luchtweg(verstopte neus), veroorzaakt door allergieën, infecties en ziekten of poliepen zorgt ervoor dat de reukstoffen minder of niet meer bij het reukepitheel kunnen komen.
Sensorisch Neurale problemen: aandoeningen aan de reukcellen, het reukepitheel, de reukzenuw(nervus olfactorius) en het bijbehorende hersendeel. 
Sensorisch neurale oorzaken kunnen worden verdeeld in de groepen: 
Aangeboren afwijkingen, chemische stoffen, infecties/ziekten, trauma/verwondingen, ouderdom, overige oorzaken en idiopathische dysosmie.

### Chemicaliën
Geneesmiddelen
Een aantal geneesmiddelen kunnen als (zeldzaam voorkomende) bijwerking reukstoornissen veroorzaken, dit vooral bij een aantal antibiotica (waargenomen bij doxycycline, amoxicilline, claritromycine, roxitromycine, tetracycline, D-penicillinamine, kanamycinesulfaat en streptomycinesulfaat) maar ook bij behandelingen met codeïne en goudverbindingen.
Toxische stoffen
Bij toxische stoffen is het voornamelijk het ontstaan van neurogene schade aan het reukepitheel of een beschadiging van het neusslijmvlies dat voor reukstoornissen zorgt. Maar ook de vorming van neuspoliepen door chronische irritatie kan voor (mechanische) problemen zorgen.
- Metalen : metaalstof (cadmium, aluminium, mangaan, chroom, zink) in combinatie met stoom en het bewerken van metalen, bijv lassen.
- Organische stoffen : chloormethaan, tolueen, xyleen, cyclohexaan, formaldehyde, acrylaten (oplosmiddelen en vluchtige organische verbindingen), e.a.
- Anorganische stoffen : ammoniak, chloorgas, zwaveldioxide, nitreuze dampen, e.a.

### Infecties en ziekten
Verschillende infecties en ziekten kunnen zorgen voor reukstoornissen, de meest voorkomende is de gewone verkoudheid maar ook lever- en nierziekten en ziekten als aids, Hortons neuralgie, syndroom van Sjögren, ziekte van Alzheimer, ziekte van Parkinson, multiple sclerose, pfeifer en chronische sinusitis kunnen verantwoordelijk zijn.
In 2002 werd in een studie gevonden dat reukstoornis een kenmerk is van de ziekte van Parkinson en van alzheimerdementie, en dat reukstoornissen mogelijk zelfs als eerste symptomen voor deze aandoeningen gezien kunnen worden.

### Trauma
Een van de meest voorkomende oorzaken van reukstoornissen is een verwonding aan het hoofd.
Onderzoek bij volwassenen heeft aangetoond dat zelfs minimaal letsel tot volledig en permanent verlies van het reukvermogen kunnen leiden. Een aanrijding met de auto, klappen op voor- of achterhoofd en sport(vooral boksen en voetballen) waardoor de reukzenuw gebroken of uitgerekt wordt kunnen zo een reukstoornis veroorzaken.

### Aangeboren
Sommige mensen worden geboren zonder reukzin, dit wordt congenitale anosmie genoemd. Deze vorm van aangeboren reukstoornis kan in een aantal gevallen ook aan hun kinderen doorgegeven worden. (Het kan ook een erfelijke aandoening zijn).
De meest beschreven vorm van een aangeboren (en erfelijke) reukstoornis is het syndroom van Kallmann.
NB: Sommige mensen waarbij het lijkt dat ze een aangeboren reukstoornis hebben werden wel degelijk met een normaal reukvermogen geboren, dit reukvermogen raakten ze echter al in hun vroege jeugd kwijt. De meest waarschijnlijke oorzaak hiervoor is ofwel een infectie ofwel een hoofdtrauma.

### Ouderdom
Bij het ouder worden is er een normale afname van het reukvermogen, die vanaf het zestigste jaar al duidelijk waarneembaar is.
Presbyosmie is dus iets waar iedereen op een bepaalde leeftijd mee te maken zal krijgen.

### Overige oorzaken
Andere mogelijke oorzaken voor reukverlies zijn:
- Roken: roken zorgt voor een afname van het reukvermogen, zoals een onderzoek in 1990 aantoonde. Bij ex-rokers herstelt het reukvermogen zich op den duur weer.[3]
- Straling: de straling gebruikt bij radiotherapie kan, als het te bestralen gebied de mondholte/neusholte omvat, het reukepitheel beschadigen.
- Vitamine-mineralendeficiëntie: een van de symptomen van een vitamine-A-deficiëntie is een slecht reuk en/of smaakvermogen. Een tekort aan zink heeft hetzelfde effect.

## Herstel
Het herstel van een reukstoornis is afhankelijk van de oorzaak; mechanische blokkades kunnen op natuurlijke wijze of door een behandeling van een ORL-arts (kno-arts/nko-arts) verdwijnen.
Over het algemeen zijn artsen over het herstel van sensorisch neurale reukstoornissen niet positief. Behandelingen en therapieën voor herstel bestaan namelijk zo goed als niet. Een reukstoornis veroorzaakt door trauma kan in sommige gevallen binnen een jaar spontaan verdwijnen. Ook bij reukstoornissen veroorzaakt door virusinfecties kan herstel optreden, dit herstel is vaak minder en verloopt trager dan bij herstel van traumagevallen.